# Дианка Тодорова
Дианка Тодорова е български художник.

## Биография
Родена е 1959 г. в гр. Горна Оряховица. През 1982 година завършва Великотърновския университет „Св. св. Кирил и Методий“, специалност „Стенопис“.
Твори в областта на живописта. Участва в национални художествени изложби и в експозиции на българско изобразително изкуство в Германия, Франция, Нидерландия, Кипър, Белгия и др. Има двадесет и три самостоятелни изложби в България.
Живее и твори в град Плевен.

## Награди
- 2020 – номинация за живопис от Десето международно биенале на малките форми, Плевен.[4]
- 2013 – годишна награда „КДК АРТ“ за постижения в областта на културата, категория изобразително изкуство, Плевен.[5]
- 2012 – награда за живопис от Шесто национално биенале на малките форми, Плевен.[6]